# Sholom Schwartzbard
Sholem-Shmuel Schwarzbard ( en ucraniano: Самуї́л-Шльо́ма Шва́рцбард, en ruso: Самуил Исаакович Шварцбурд, jiddisch ַרצבאָרד, en francés: Sholem Samuel Schwartzbard; nacido en Izmaíl, óblast de Odesa, el 18 de agosto de 1886 y fallecido en Ciudad del Cabo, Sudáfrica, el 3 de marzo de 1938) fue un poeta francés de origen ruso y de ascendencia judía. Sirvió en los ejércitos francés y soviético. De ideología anarquista, es conocido por asesinar al expresidente y líder ucraniano Simon Petliura. Escribió poesía en yidis bajo el seudónimo de Baal-Khaloymes ("el soñador").

## Biografía
Sholom Schwartzbard nació en el seno de una familia judía de Besarabia. Era hijo de Itskhok Xvartsbard y Khaie Vaisberger. Tras la salida forzada de Balta, debido al vaciado de población judía de la zona fronteriza, se interesó por el anarquismo y participó en la Revolución rusa de 1905. Evitando su detención, salió de Rusia y vivió entre Rumania, Leópolis, Budapest e Italia. En 1910 se estableció en París y trabajó como relojero.
En 1914 se unió con su hermano a la Legión Extranjera Francesa y participó durante tres años en los combates. Fue condecorado con la Croix de Guerre . En 1917 regresó a Balta, y dos años más tarde se trasladó a Odesa, donde se unió al Ejército Rojo y luchó en la Guerra civil rusa con el brigada Grigori Kotovski. Pronto abandonó el territorio de la URSS y se trasladó a París para abrir un pequeño taller de relojería.
Durante la guerra civil en Ucrania perdió a toda su familia (incluyendo 15 parientes cercanos) en varios pogromos antisemitas.
En 1920, publicó en París, su primera colección de poemas, Sueño y realidad, donde se refleja el estigma de la guerra. En Francia se aproximó al movimiento anarquista y escribió bajo el seudónimo Baal-Khaloymes ("el soñador"). Se hizo amigo de Néstor Majnó, Piotr Arshinov y otros activistas revolucionarios.

## Asesinato de Petliura
Según su autobiografía, en mayo de 1925, tras enterarse por la prensa de que Petlura se había trasladado a París, Schwartzbard empezó a idear su asesinato. Una ilustración de Petlura con Józef Piłsudski publicada en la Encyclopedia Larousse permitió a Schwartzbard reconocerlo.
El 25 de mayo de 1926, a las 14:12 horas, cerca de la librería parisina Gibert, se acercó a Petlura, que estaba caminando por la rue Racine y le preguntó en ucraniano, "¿Es usted el señor Petlura?" Petlura no respondió, pero levantó su bastón. Schwartzbard sacó un arma y le disparó cinco disparos y, una vez en el suelo, disparó otras dos balas. Cuando la policía llegó y le preguntó si había cometido el crimen, dijo: "He matado a un gran asesino."  Otras fuentes afirman que trató de disparar un octavo disparo a Petliura, pero que su arma se atascó.
El 18 de octubre de 1927 comenzó el proceso contra Schwartzbard. A favor de su absolución hablaron, entre otros, Albert Einstein, Henri Bergson, Máximo Gorki y Aleksandr Kérenski. Desde la defensa de Schwartzbard colaboró el ex primer ministro de la República Popular Húngara Mihály Károlyi, y su abogado en el tribunal era Henri Torrès. Tras ocho días de juicio, el jurado decidió dejar a Schwartzbard en libertad.

## Vida posterior

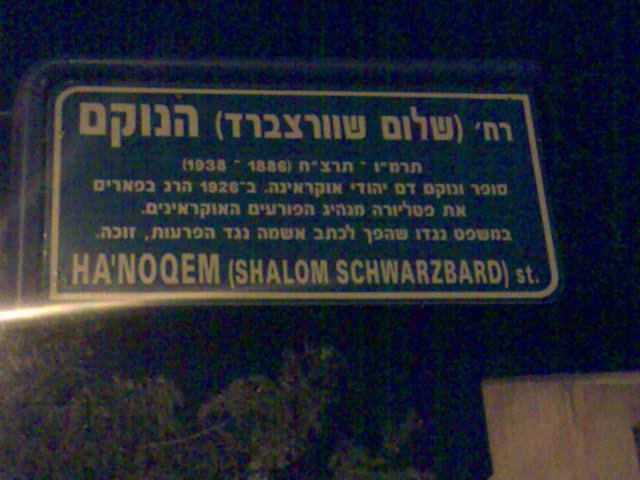
Calle de Schwartzbard en Israel

Tras su liberación, Schwartzbard trabajó en una compañía de seguros y más adelante se ganó la vida como escritor. Presentó una colección de historias dedicadas a la Primera Guerra Mundial ( Milkhome-Bilder, Imágenes de la guerra ), y también escribió sobre su etapa ucraniana ( Fun tifn opgrund, Con un profundo abismo... ).
El diario Arbeter Fraynd ( Amigo del trabajador ) publicó una serie de relatos titulada Fun maine milkhome-togbukh ( Desde mi diario de la guerra ), y también escribió Der Moment, Freie Arbeiter Stimme y Jüdische Zeitung .
En 1937 se fue a la Unión Sudafricana en busca de dinero para editar la Encyclopaedia Judaica ; allí publicó, entre otros, en el diario Yiddishe Zeitung . Ya no volvería a Europa, y moriría el 3 de marzo de 1938 de un ataque al corazón. Fue enterrado en Ciudad del Cabo. Después de varios años, y de acuerdo con su última voluntad, sus cenizas fueron trasladadas a Israel, donde varias calles llevan su nombre, y popularmente recibe el apodo de nokem (en hebreo: נוקם‎, "el vengador").

## Legado
Los papeles de Sholom Schwartzbard se encuentran archivados en el archivo YIVO del Instituto para la Investigación Judía en Nueva York. Fueron rescatados durante la Segunda Guerra Mundial y sacados clandestinamente de Francia por el historiador Zosa Szajkowski.

## Publicaciones
- (en inglés) Symon Petliura, Yevhen Konivalets, Stepan Bandera -Three Leaders of Ukrainian Liberation Movement murdered by the Order of Moscow (audiobook).
- טרוימען און ווירקלעכקייט (Trojmen un Wirklechkejt –Somnis i Realitat - poemes en dos volums publicats sota el pseudònim de Khaloimes, París 1920)
- אין קריג מיט זיך אַליין (In krig mit zich alejn – En guerra amb si mateix – prosa, Chicago 1933)
- אינעם לויף פֿון יאָרן (Inem lojf fun jorn – A través dels anys, memòries, Chicago 1934)
- אין אָנדענקונג פֿון שלום שוואַרצבאַרד (In ondenkung fun Sholom Schwartzbard – En memòria de Sholom Schwartzbard , memòries Chicago 1938)